# Grand Blanc
Grand Blanc es una ciudad ubicada en el condado de Genesee en el estado estadounidense de Míchigan. En el Censo de 2010 tenía una población de 8276 habitantes y una densidad poblacional de 881,48 personas por km².

## Geografía
Grand Blanc se encuentra ubicada en las coordenadas 42°55′43″N 83°37′1″O / 42.92861, -83.61694. Según la Oficina del Censo de los Estados Unidos, Grand Blanc tiene una superficie total de 9.39 km², de la cual 9.35 km² corresponden a tierra firme y (0.41%) 0.04 km² es agua.

## Demografía
Según el censo de 2010, había 8276 personas residiendo en Grand Blanc. La densidad de población era de 881,48 hab./km². De los 8276 habitantes, Grand Blanc estaba compuesto por el 82.48% blancos, el 11.09% eran afroamericanos, el 0.35% eran amerindios, el 2.75% eran asiáticos, el 0% eran isleños del Pacífico, el 0.42% eran de otras razas y el 2.9% pertenecían a dos o más razas. Del total de la población el 2.61% eran hispanos o latinos de cualquier raza.